# 相馬隆胤
相馬 隆胤（そうま たかたね、天文20年（1551年） - 天正18年（1590年））は、戦国時代から安土桃山時代にかけての武将。相馬盛胤の次男。兵部大輔。
1563年に前任の中村城代であった草野直清が謀反を起こし滅ぼされた後、後任の中村城代となって父・盛胤や兄・相馬義胤を補佐する。武勇に優れた猛将だったが、血気盛んで慎重さに乏しい性格だったらしい。それが災いし、1590年、伊達氏との戦いで乱戦に劣勢を顧みず突撃して孤立、戦死した。